# 大石雅方
大石 雅方（おおいし まさかた、生没年不詳）とは明治時代に活躍した日本画家。

## 来歴
水野年方の門人。明治28年（1895年）4月に開催された第4回日本青年絵画協会の展覧会に出品した「忠勝呼舟図」が二等褒状を受賞、明治30年（1897年）10月に開催された第3回日本絵画協会展覧会に出品した「小町踊」も二等褒状を受賞したことが知られる。